# Mehmet Topal
Mehmet Topal (* 3. března 1986, Malatya, Turecko) je turecký fotbalový záložník a reprezentant. Od roku 2012 hraje v tureckém klubu Fenerbahçe SK. Účastník EURA 2008 v Rakousku a Švýcarsku.
Mimo Turecko působil na klubové úrovni ve Španělsku.

## Klubová kariéra
4. dubna 2015 jel se spoluhráči autobusem večer z utkání na hřišti Çaykuru Rizespor (výhra Fenerbahçe 5:1) na letiště, klubový autobus byl napaden střelbou z lovecké pušky neznámého útočníka. Zraněn byl řidič, ostatní vyvázli bez zranění. Začalo vyšetřování, v Turecku se také odložilo jedno celé ligové kolo (a pohárové zápasy).

## Reprezentační kariéra
Mehmet Topal nastupoval za turecké mládežnické výběry od kategorie do 19 let.
V A-týmu Turecka debutoval 6. 2. 2008 v přátelském utkání se Švédskem (remíza 0:0).